# نویشتادت (وستروالدکرایس)
نویشتادت (به آلمانی: Neustadt/Westerwald) یک شهر در آلمان است که در وستروالدکرایس واقع شده‌است. نویشتادت ۵۷۷ نفر جمعیت دارد.